# Pedro y el Capitán
Pedro y el Capitán es un drama teatral escrito por el uruguayo Mario Benedetti. Fue publicado por la editorial Nueva Imagen en México 1979, aunque estrenada previamente ese mismo año por el Teatro El Galpón.
Originalmente se trataría de una novela titulada El cepo, pero luego de una entrevista con el crítico Jorge Ruffinelli, Benedetti decidió convertirlo en una pieza teatral de tan solo dos personajes y estructurada en cuatro actos.

## Reseña
Pedro y el Capitán es el diálogo entre los personajes Pedro, un preso político que es torturado, y el capitán, el torturador, inspirado en los procesos de tortura existentes durante las dictaduras del Cono Sur, aunque en la obra nunca se dice certeramente dónde transcurre.
Más allá de la denuncia contra la represión militar y los métodos de tortura, la obra plantea temas de carácter universal, como la libertad, la dignidad, el valor de la vida, las creencias...

## Adaptaciones
La obra ha sido adaptada en innumerables ocasiones, tanto en Latinoamérica como en Europa y África. En 1984, se adaptó al cine en una coproducción entre Uruguay y México, con el mismo título, dirigida por Juan E. García y protagonizada por Humboldt Ribeiro y Rubén Yáñez.